# Richard Burns
Richard Alexander Burns (* 17. Januar 1971 in Reading, England; † 25. November 2005 in London, England) war ein britischer Rennfahrer im Rallyesport und wurde 2001 Rallye-Weltmeister.

## Karriere
Mit acht Jahren machte Richard Burns auf einem Feld hinter dem Haus seiner Eltern, mit dem Triumph 2000 seines Vaters, die ersten Fahrversuche. Mit elf Jahren begann er in einem Autoklub für unter 17-Jährige zu fahren und wurde 1984 Fahrer des Jahres. Zwei Jahre später ermöglichte ihm sein Vater einen Besuch an Jan Churchills Welsh Forest Rally School in der Nähe von Newtown, Wales. Nachdem er dort einen Ford Escort fahren konnte, wusste er, was er in der Zukunft machen wollte. Er drängte seinen Vater, ihn beim einheimischen Craven Motor Club anzumelden. Sein Talent wurde von David Williams entdeckt und gefördert.
Burns startete 1990 beim Peugeot Challenge, nachdem ihm David Williams einen Peugeot 205 GTI finanziert hatte. Im selben Jahr fuhr er erstmals einen Lauf zur Rallye-Weltmeisterschaft in Großbritannien.
1993 wechselte er zum Subaru Rallye-Team. Er fuhr mit dem Teamkollegen Alister McRae die britische Meisterschaft. Mit Siegen bei vier Läufen wurde er der bis dahin jüngste britische Rallye-Meister.
Von Subaru als ewiges Talent abgestempelt, wechselte er zum Mitsubishi Rallye-Team und gewann mit der Rallye Safari 1998 erstmals einen Weltmeisterschaftslauf.
Als Ersatz für Colin McRae, der einen Vertrag bei Ford unterzeichnet hatte, wechselte er 1999 wieder zurück zu Subaru. Er errang in diesem Jahr den Vizeweltmeistertitel und konnte diesen Erfolg im Jahr 2000 wiederholen. In der Saison 2001 gewann er als erster Engländer die Rallye-Weltmeisterschaft mit dem Subaru World-Rallye-Team.
2002 und 2003 fuhr Burns beim Peugeot Rallye-Team. Dort belegte er den fünften und vierten Rang in der Weltmeisterschaft.

## Krankheit
Im November 2003 wurde bei Burns ein Gehirntumor (Astrozytom) diagnostiziert, nachdem er einen Blackout auf der Anreise zur Rallye Wales hatte. Damals rettete ihn sein Kontrahent und Freund Markko Märtin, der mit im Wagen saß. Die geplante Rückkehr zum Subaru World Rally Team im Jahr 2004 konnte aufgrund der Krankheit nicht mehr stattfinden. Mit einer Strahlen- und Chemotherapie versuchte Richard Burns den Krebs zu besiegen. Die Therapien bezeichnete er noch im April 2005 als „sehr erfolgreich“. Kurze Zeit später kam der Rückschlag und es wurde deutlich, dass der Tumor nicht zu den heilbaren Tumoren zählte. Im August 2005 veranstaltete Richard Burns einen Fantag, bei dem er seine private Autosammlung zeigte. Er selbst war zu diesem Zeitpunkt bereits nicht mehr fahrfähig und überließ seinem Copiloten und Freund Robert Reid das Steuer.
Am 25. November 2005 starb Richard Alexander Burns mit 34 Jahren an den Folgen des Gehirntumors.

## Sonstiges
- Am 9. Juli 2004 erschien ein Computerspiel mit der Bezeichnung „Richard Burns Rally“, das er in Kooperation mit Warthog und SCi Games produziert hatte.
- Subaru widmete Richard Burns zwei Sondermodelle des Impreza.
Den Subaru Impreza RB5 im Jahr 1999, der seine Initialen und die Startnummer 5 im Modellnamen enthielten und den Subaru Impreza RB320, welcher zu Ehren Burns im Jahr 2006 vorgestellt wurde.

## WRC-Siege

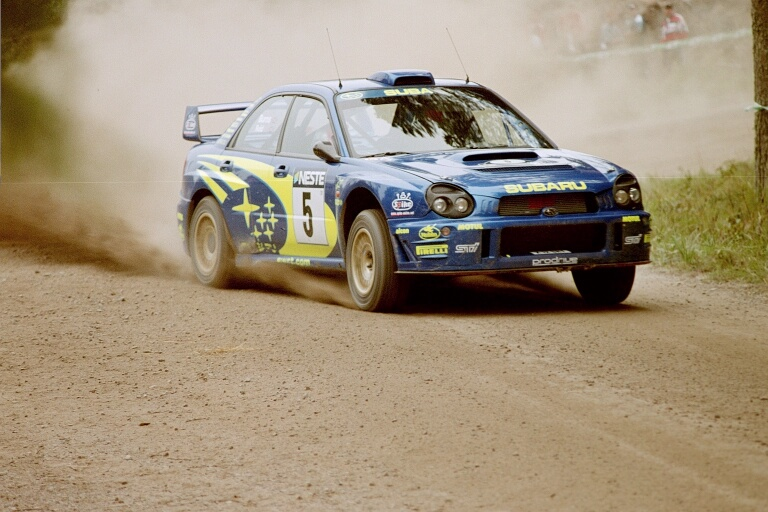
Richard Burns/Robert Reid bei der Rallye Finnland 2001 mit dem Subaru Impreza WRC

| Nr. | Rallye                | Jahr | Beifahrer   | Auto                           |
| --- | --------------------- | ---- | ----------- | ------------------------------ |
| 1   | Rallye Safari         | 1998 | Robert Reid | Mitsubishi Lancer Evolution IV |
| 2   | Rallye Großbritannien | 1998 | Robert Reid | Mitsubishi Lancer Evolution V  |
| 3   | Rallye Griechenland   | 1999 | Robert Reid | Subaru Impreza WRC             |
| 4   | Rallye Australien     | 1999 | Robert Reid | Subaru Impreza WRC             |
| 5   | Rallye Großbritannien | 1999 | Robert Reid | Subaru Impreza WRC             |
| 6   | Rallye Safari         | 2000 | Robert Reid | Subaru Impreza WRC             |
| 7   | Rallye Portugal       | 2000 | Robert Reid | Subaru Impreza WRC             |
| 8   | Rallye Argentinien    | 2000 | Robert Reid | Subaru Impreza WRC             |
| 9   | Rallye Großbritannien | 2000 | Robert Reid | Subaru Impreza WRC             |
| 10  | Rallye Neuseeland     | 2001 | Robert Reid | Subaru Impreza WRC             |

## Einzelergebnisse WRC
| Jahr | Team                    | Fahrzeug                     | 1   | 2   | 3   | 4   | 5   | 6   | 7   | 8   | 9   | 10  | 11  | 12  | 13  | 14  | Punkte | Rang |
| ---- | ----------------------- | ---------------------------- | --- | --- | --- | --- | --- | --- | --- | --- | --- | --- | --- | --- | --- | --- | ------ | ---- |
| 1990 | Peugeot Talbot Sport    | Peugeot 309 GTI              | MON | POR | KEN | FRA | GRE | NZL | ARG | FIN | AUS | ITA | CIV | GBR |     |     | –      | –    |
| 1990 | Peugeot Talbot Sport    | Peugeot 309 GTI              |     |     |     |     |     |     |     |     | 28  |     |     |     |     |     | –      | –    |
| 1991 | Peugeot Talbot Sport    | Peugeot 309 GTI              | MON | SWE | POR | KEN | FRA | GRE | NZL | ARG | FIN | AUS | ITA | CIV | ESP | GBR | –      | –    |
| 1991 | Peugeot Talbot Sport    | Peugeot 309 GTI              |     |     |     |     |     |     |     |     |     |     | 16  |     |     |     | –      | –    |
| 1992 | Richard Burns           | Peugeot 309 GTI              | MON | SWE | POR | KEN | FRA | GRE | NZL | ARG | FIN | AUS | ITA | CIV | ESP | GBR | –      | –    |
| 1992 | Richard Burns           | Peugeot 309 GTI              |     |     |     |     |     |     |     |     |     |     | DNF |     |     |     | –      | –    |
| 1993 | Subaru World Rally Team | Subaru Legacy RS             | MON | SWE | POR | KEN | FRA | GRE | ARG | NZL | FIN | AUS | ITA | ESP | GBR |     | 4      | 38   |
| 1993 | Subaru World Rally Team | Subaru Legacy RS             |     |     |     |     |     |     |     |     |     | 7   |     |     |     |     | 4      | 38   |
| 1994 | SMSG / N. Koseki        | Subaru Impreza WRT           | MON | POR | KEN | ESP | FRA | GRE | ARG | NZL | FIN | ITA | GBR |     |     |     | 8      | 19   |
| 1994 | SMSG / N. Koseki        | Subaru Impreza WRT           | 5   |     |     |     |     |     |     |     |     |     |     |     |     |     | 8      | 19   |
| 1994 | Subaru World Rally Team | Subaru Impreza WRT           |     |     |     |     |     |     |     |     |     |     |     |     |     |     | 8      | 19   |
| 1994 |                         | Subaru Impreza WRT           |     |     |     |     |     |     | DNF |     |     | DNF |     |     |     |     | 8      | 19   |
| 1995 | Subaru World Rally Team | Subaru Impreza WRT           | MON | SWE | POR | FRA | NZL | AUS | ESP | GBR |     |     |     |     |     |     | 16     | 9    |
| 1995 | Subaru World Rally Team | Subaru Impreza WRT           |     |     | 7   |     | DNF |     |     | 3   |     |     |     |     |     |     | 16     | 9    |
| 1996 | Mitsubishi Ralliart     | Mitsubishi Lancer Evo III    | SWE | KEN | IDN | GRE | ARG | FIN | AUS | ITA | ESP |     |     |     |     |     | 18     | 9    |
| 1996 | Mitsubishi Ralliart     | Mitsubishi Lancer Evo III    |     |     | DNF |     | 4   |     | 5   |     | DNF |     |     |     |     |     | 18     | 9    |
| 1997 | Mitsubishi Ralliart     | Mitsubishi Carisma GT Evo IV | MON | SWE | KEN | POR | ESP | FRA | ARG | GRE | NZL | FIN | IDN | ITA | AUS | GBR | 21     | 7    |
| 1997 | Mitsubishi Ralliart     | Mitsubishi Carisma GT Evo IV |     |     | 2   | DNF |     |     | DNF | 4   | 4   |     | 4   |     | 4   | 4   | 21     | 7    |
| 1998 | Mitsubishi Ralliart     | Mitsubishi Carisma GT Evo V  | MON | SWE | KEN | POR | ESP | FRA | ARG | GRE | NZL | FIN | ITA | AUS | GBR |     | 33     | 6    |
| 1998 | Mitsubishi Ralliart     | Mitsubishi Carisma GT Evo V  | 5   | 15  | 1   | 4   | 4   | DNF | 4   | DNF | 9   | 5   | 7   | DNF | 1   |     | 33     | 6    |
| 1999 | Subaru World Rally Team | Subaru Impreza S5 WRC        | MON | SWE | KEN | POR | ESP | FRA | ARG | GRE | NZL | FIN | CHN | ITA | AUS | GBR | 55     | 2    |
| 1999 | Subaru World Rally Team | Subaru Impreza S5 WRC        | 8   | 5   | DNF | 4   | 4   | 7   | 2   | 1   | DNF | 2   | 2   | DNF | 1   | 1   | 55     | 2    |
| 2000 | Subaru World Rally Team | Subaru Impreza S6 WRC        | MON | SWE | KEN | POR | ESP | ARG | GRE | NZL | FIN | CYP | FRA | ITA | AUS | GBR | 60     | 2    |
| 2000 | Subaru World Rally Team | Subaru Impreza S6 WRC        | DNF | 5   | 1   | 1   | 2   | 1   | DNF | DNF | DNF | 4   | 4   | DNF | 2   | 1   | 60     | 2    |
| 2001 | Subaru World Rally Team | Subaru Impreza S7 WRC        | MON | SWE | POR | ESP | ARG | CYP | GRE | KEN | FIN | NZL | ITA | FRA | AUS | GBR | 44     | 1    |
| 2001 | Subaru World Rally Team | Subaru Impreza S7 WRC        | DNF | 16  | 4   | 7   | 2   | 2   | DNF | DNF | 2   | 1   | DNF | 4   | 2   | 3   | 44     | 1    |
| 2002 | Peugeot Total           | Peugeot 206 WRC              | MON | SWE | FRA | ESP | CYP | ARG | GRE | KEN | FIN | DEU | ITA | NZL | AUS | GBR | 34     | 5    |
| 2002 | Peugeot Total           | Peugeot 206 WRC              | 8   | 4   | 3   | 2   | 2   | DSQ | DNF | DNF | 2   | 2   | 4   | DNF | DNF | DNF | 34     | 5    |
| 2003 | Peugeot Total           | Peugeot 206 WRC              | MON | SWE | TUR | NZL | ARG | GRE | CYP | DEU | FIN | AUS | ITA | FRA | ESP | GBR | 58     | 4    |
| 2003 | Peugeot Total           | Peugeot 206 WRC              | 5   | 3   | 2   | 2   | 3   | 4   | DNF | 3   | 3   | 3   | 7   | 8   | DNF |     | 58     | 4    |

| Legende  | Legende            | Legende                                                          |
| Farbe    | Abkürzung          | Bedeutung                                                        |
| -------- | ------------------ | ---------------------------------------------------------------- |
| Gold     | –                  | Sieg                                                             |
| Silber   | –                  | 2. Platz                                                         |
| Bronze   | –                  | 3. Platz                                                         |
| Grün     | –                  | Platzierung in den Punkten                                       |
| Blau     | –                  | Klassifiziert außerhalb der Punkteränge                          |
| Violett  | DNF                | Rennen nicht beendet (did not finish)                            |
| Violett  | NC                 | nicht klassifiziert (not classified)                             |
| Rot      | DNQ                | nicht qualifiziert (did not qualify)                             |
| Rot      | DNPQ               | in Vorqualifikation gescheitert (did not pre-qualify)            |
| Schwarz  | DSQ                | disqualifiziert (disqualified)                                   |
| Weiß     | DNS                | nicht am Start (did not start)                                   |
| Weiß     | WD                 | zurückgezogen (withdrawn)                                        |
| Hellblau | PO                 | nur am Training teilgenommen (practiced only)                    |
| Hellblau | TD                 | Freitags-Testfahrer (test driver)                                |
| ohne     | DNP                | nicht am Training teilgenommen (did not practice)                |
| ohne     | INJ                | verletzt oder krank (injured)                                    |
| ohne     | EX                 | ausgeschlossen (excluded)                                        |
| ohne     | DNA                | nicht erschienen (did not arrive)                                |
| ohne     | C                  | Rennen abgesagt (cancelled)                                      |
| ohne     | keine WM-Teilnahme |                                                                  |
| sonstige | P/fett             | Pole-Position                                                    |
| sonstige | 1/2/3/4/5/6/7/8    | Punktplatzierung im Sprint-/Qualifikationsrennen                 |
| sonstige | SR/kursiv          | Schnellste Rennrunde                                             |
| sonstige | *                  | nicht im Ziel, aufgrund der zurückgelegten Distanz aber gewertet |
| sonstige | ()                 | Streichresultate                                                 |
| sonstige | unterstrichen      | Führender in der Gesamtwertung                                   |